# Rubén Antonio González Medina
Mons. Rubén Antonio González Medina CMF (* 9. února 1949 San Juan) je portorikánský římskokatolický řeholník, kněz a biskup, který je od roku 2015 sídelním biskupem v Ponce. V letech 2007–2012 zastával poprvé úřad předsedy biskupské konference Portorika, který vykonává i podruhé (od roku 2018).

## Život
Po studiích a formaci u španělských klaretiánů, kam vstoupil v roce 1966, se stal v roce 1975 knězem. Roku 2000 jej papež Jan Pavel II. jmenoval biskupem v Caguas, na sklonku roku 2015 byl jmenován biskupem v diecézi Ponce.